# Chironomus duplex
Chironomus duplex är en tvåvingeart som beskrevs av Walker 1856. Chironomus duplex ingår i släktet Chironomus och familjen fjädermyggor. Inga underarter finns listade i Catalogue of Life.